# Euphorbia neohalipedicola
Euphorbia neohalipedicola är en törelväxtart som beskrevs av Peter Vincent Bruyns. Euphorbia neohalipedicola ingår i släktet törlar, och familjen törelväxter.
Artens utbredningsområde är Moçambique. Inga underarter finns listade i Catalogue of Life.